# Sleeping Sun
Sleeping Sun är en låt av power metal-bandet Nightwish. Även en singel har släppts med samma namn.
Singeln Sleeping Sun kom ut 1999, och var skriven till en solförmörkelse det året. I augusti kom singeln ut i Tyskland och innehöll även låtarna "Walking in the Air", "Swanheart" och "Angels Fall First". Under en månad sålde den 15 000 exemplar i Tyskland. 2005 spelades en ny version av "Sleeping Sun" in till skivan Highest Hopes, tillsammans med en ny video.